# Indeksacja
Indeksacja – system powiązania płac, cen lub stóp procentowych z określonym wskaźnikiem ekonomicznym (najczęściej inflacji bazowej). Zmiana wartości tego wskaźnika powoduje proporcjonalną zmianę płacy, ceny czy stopy procentowej.
Indeksację można również opisać jako przeliczenie wartości określonego parametru (np. płacy) w oparciu o wskaźnik pokazujący zmianę czynnika wpływającego na wartość tegoż parametru (np. inflacji).

## Zastosowanie
Indeksacja jest stosowana w celu zachowania realnej wartości, najczęściej wynagrodzeń, emerytur i świadczeń dla osób bezrobotnych. Można także indeksować granice przedziałów podatkowych (w przeciwnej sytuacji obywatele nominalnie zarabiają więcej, ale też „wpadają” w coraz to wyższe przedziały podatkowe, przez co muszą płacić wyższe podatki). Ponadto, gdy państwo nie indeksuje kwoty wolnej od podatku, podatnicy realnie płacą coraz większe podatki, ponieważ podstawa opodatkowania się zwiększa.
Indeksację stosują banki – przy wzroście inflacji wzrastają kwoty podlegające zwrotowi. Banki mogą również powiązać kwoty podlegające zwrotowi np. z WIBOR.
Indeksację stosują pracodawcy – indeksacja płac umożliwia dostosowanie zawartych porozumień płacowych do zmienionych warunków (wzrost cen spowodowany inflacją).
Indeksację stosują towarzystwa ubezpieczeniowe – indeksując składki (najczęściej w rocznicę podpisania umowy), zwiększają sumę ubezpieczenia.
Indeksacji mogą również podlegać składniki budżetu przy prognozach na kolejne lata. W takim przypadku brany jest przyrost procentowy danej wartości względem okresu poprzedniego.